# 王希旦 (成化進士)
王希旦（？—？），字景哲，湖廣安陸州京山縣人，軍籍，明朝政治人物。

## 生平
湖廣鄉試第四十二名舉人，成化二十三年（1487年）中式丁未科會試第一百六十五名，三甲第二百零八名進士。

## 家族
曾祖王思文；祖父王諒；父王伯珍，母陳氏。